# 包頭龍屬
包頭龍屬（發音/juːˌɒploʊˈsɛfələs/ yoo-OP-loh-SEF-ə-ləs）又名優頭甲龍，是最大型的甲龍科恐龍之一，體型接近於小型的象。在甲龍亞目中，包頭龍有最完整的化石紀錄，包括牠的尖刺鱗甲、低矮的身體及巨大的尾槌。包頭龍的異名有：Scolosaurus、Anodontosaurus、倍甲龍。
包頭龍的屬名在希臘文意為「裝甲完備的頭部」。

## 描述

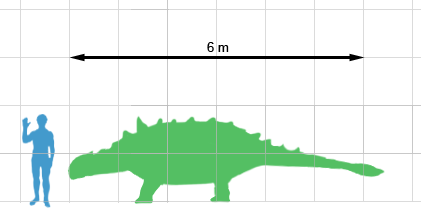
依據標本AMNH 5405推估出的包頭龍體型

在甲龍亞目中，只有多智龍及甲龍的體型大於包頭龍。包頭龍約有7米長及重3噸。牠的身體寬2.4米，身體低矮。四肢短，後肢比前肢大，四肢都有蹄狀趾爪。大腿由寬廣的髖骨支撐。
如同其他的甲龍類，牠的頭顱骨是扁平、厚實、呈三角形的，只有很小的空間容納腦部。口部是寬廣的無齒喙嘴，後段有頰齒，牙齒小型、呈葉狀。牠的頸部很短。

### 鱗甲與尾槌

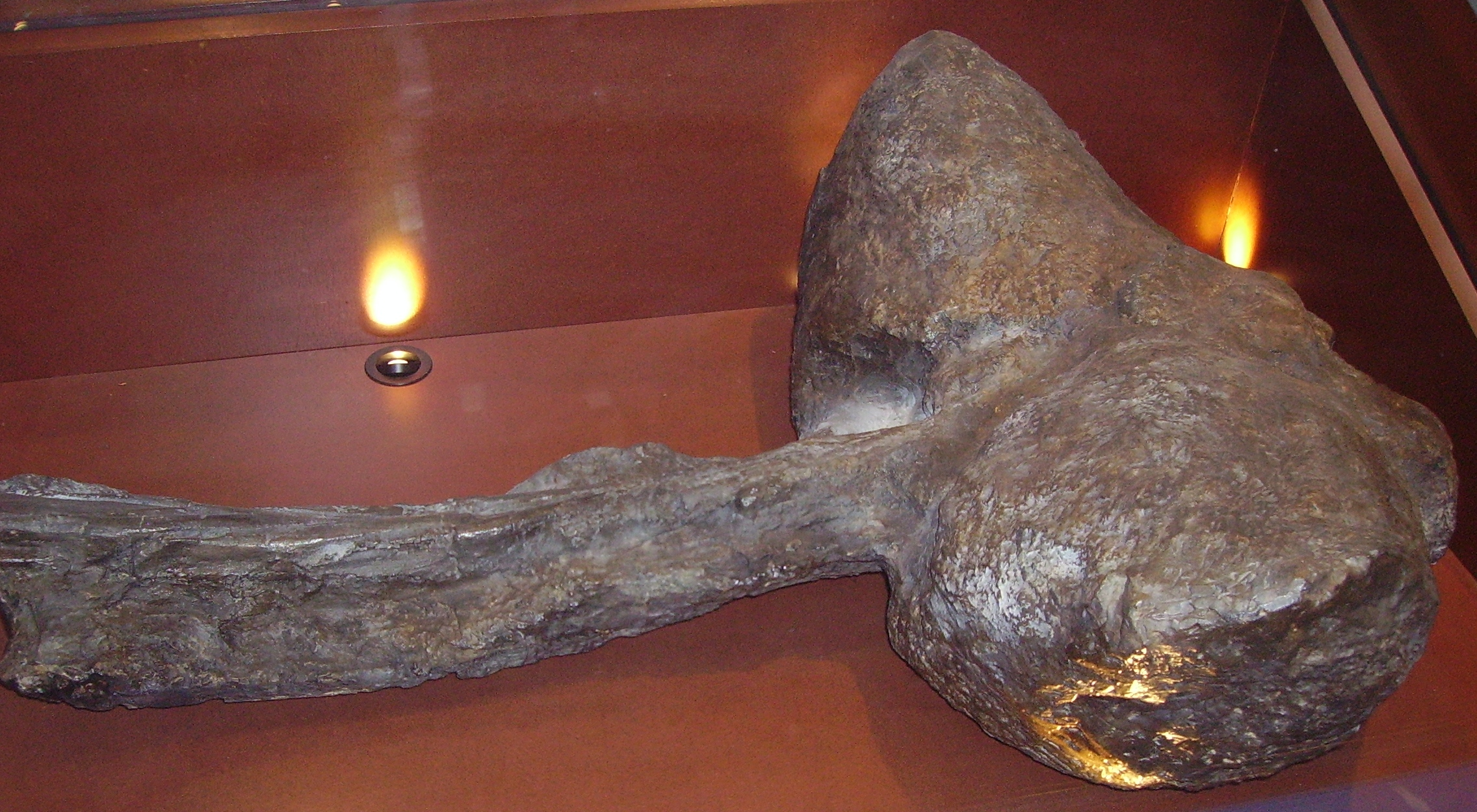
倫敦自然歷史博物館的包頭龍尾槌

包頭龍的整個頭部及身體都覆蓋者鱗甲，這些鱗甲以帶狀排列，仍保持一定的動作靈活性。在甲龍科中，牠是首個化石與其鱗甲一同被發現，這些鱗甲更可以覆蓋其眼瞼，骨質眼瞼可以上下開闔。頭顱頂部有不規則鱗甲，覆蓋住其他恐龍所擁有的頭部窩孔。
每一個鱗甲帶是由嵌入於厚皮膚內的厚橢圓形甲板組成，皮膚佈滿只有10-15厘米的短角刺（像鱷魚），沿者背部排成數列，橫向之間則有區隔帶。除了身體的角刺外，包頭龍的顱後也有短、寬的尖刺。
牠的尾巴末端是一個骨質的尾槌。尾巴有發達的肌肉，可以隨意的向兩邊揮動尾槌來防衛。
在重裝甲之下，有很多骨頭互相固定以支撐裝甲。脊椎與肋骨合併在一起，在臀部的前幾節脊椎則互相癒合，形成穩定的結構。尾巴是由硬化的組織組成，與尾椎結合在一起。

## 生活環境
包頭龍生活於上白堊紀坎帕階。

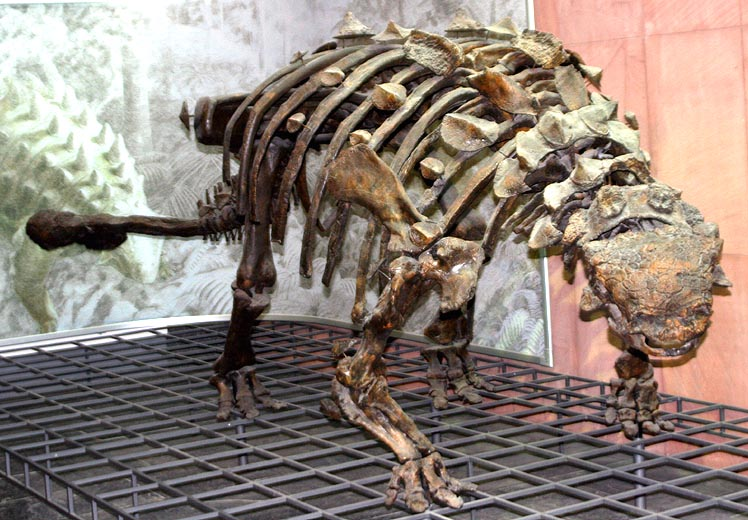
Euoplocephalus tutus的骨架 - 森肯貝格博物館

包頭龍是草食性的恐龍。牠的鼻子結構複雜，可能牠的嗅覺很靈敏。四肢很靈活，有可能用作挖掘坑洞。由於牙齒很小，故牠們可能只吃低矮的植物及淺埋的塊莖。
由於所有骨骼是個別發現的，甲龍亞目經常被推測是獨居動物。但是於1988年發現22頭繪龍幼體族群後，可見包頭龍有可能是群居動物，或至少是在幼年時期以群體生活。
包頭龍只有腹部是沒有鱗甲的。如同箭豬，要傷害包頭龍就必須將牠翻轉。在加拿大艾伯塔省進行的恐龍骨骼研究支持這個觀點，顯示在鴨嘴龍上有很多咬痕，而甲龍科則沒有。

## 分類及歷史

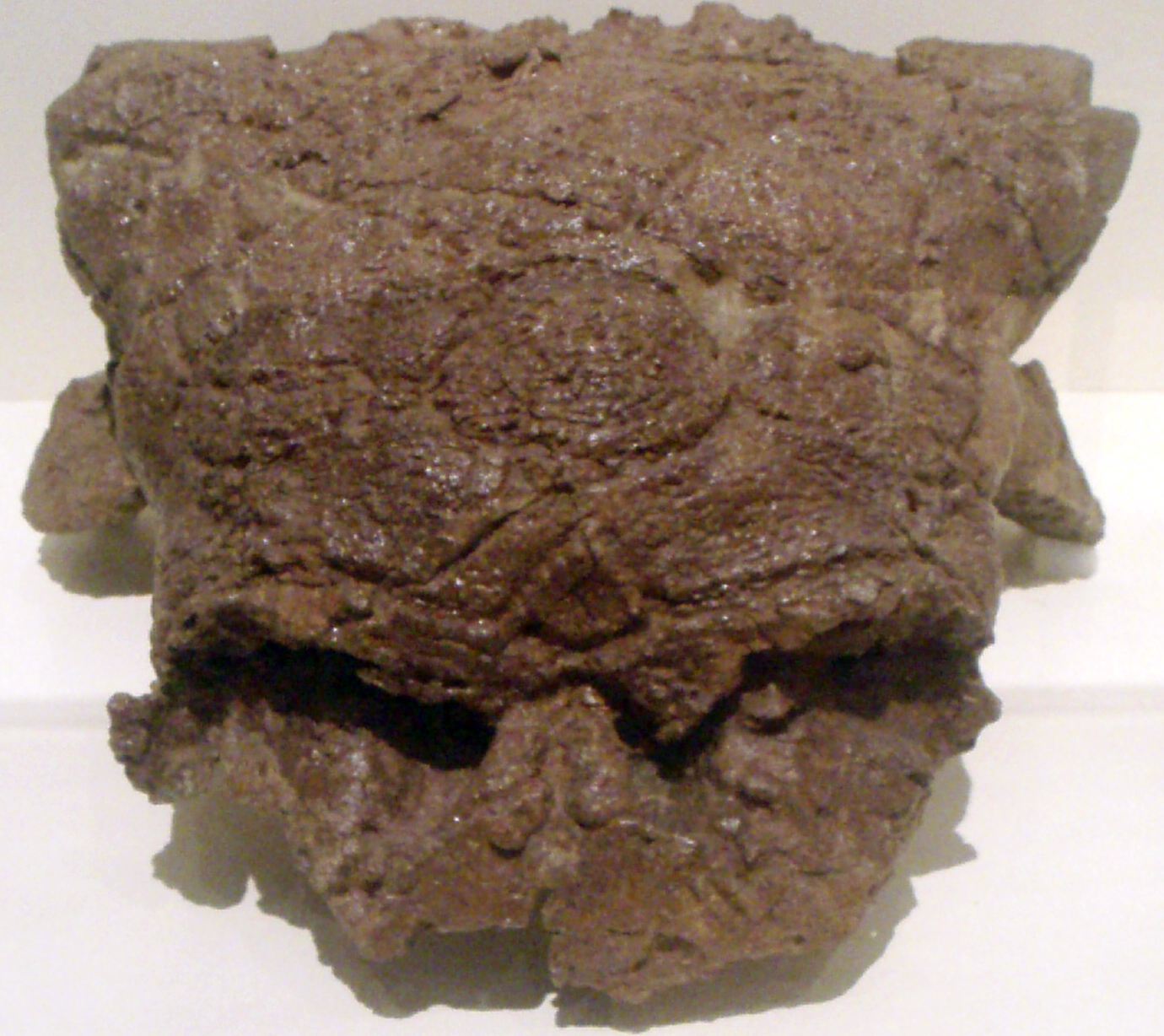
Euoplocephalus tutus的部分頭骨 - 多倫多皇家安大略博物館

古生物學家勞倫斯·賴博（Lawrence Morris Lambe）於1902年發現首個包頭龍的標本（即正模標本），並命名為「Stereocephalus」。但是這個名稱已被使用，故於1910年更名為包頭龍。這個名字在很多時都被誤拼。牠曾一度被認為與甲龍是相同動物。
模式種是衛甲包頭龍（E. tutus）。第二個物種是E. acutosquameus，是於1924年被發現。雖然兩個物種的尾槌形狀不一樣，但牠們卻有可能是屬同一物種。一些被認為是多智龍及甲龍的標本，亦有科學家認為是屬於包頭龍。
在加拿大艾伯塔省及美國蒙大拿州一共發現了超過40頭包頭龍的化石，使得牠成為最多資料的甲龍類恐龍。這些化石包括15個頭顱骨、牙齒、一個接近完整的骨骼以及鱗甲。特別是尾槌最為常見。

## 外部連結
- 恐龍博物館——包頭龍